# 根本亜季絵
根本 亜季絵（ねもと あきえ、1959年9月24日。旧芸名は根本明枝、松本亜紀絵。茨城県出身。以前は宝映テレビプロダクションに所属。

## 出演

### テレビドラマ
- バトルフィーバーJ（1979年2月3日 - 1980年1月26日）
- スクール☆ウォーズ 第9話「愛ってなんだ」（1984年、大映テレビ / TBS）
- 天までとどけ(2)（1992年7月20日 - 8月28日）
- 赤い霊柩車(16)・疑惑の嫉妬殺人（2002年10月4日・金曜エンタテイメント）

### 吹き替え
- WITHOUT A TRACE/FBI 失踪者を追え!シーズン6 第10話（2011年5月16日・スーパー!ドラマTV）